# Kimberly Goss
Kimberly Goss (født 15. februar 1978 i Los Angeles, Californien) er vokalist og et oprindeligt medlem i det finske heavy metal-band Sinergy.

## Biografi

### De tidlige leveår
Kimberly Goss blev født i Los Angeles og var datter til en koreansk far og en tysk-amerikansk mor som var jazzsangerinde. Goss' forældre var blevet skilt inden hun var født og hun har aldrig mødt sin far. Da Goss var et år gammel accepterede hendes mor et jobtilbud om at synge i Japan hvor de efterfølgende flyttede til i et år i byen Kawasaki nær Tokyo. De flyttede derefter tilbage til Los Angeles og senere hen til Chicago (hendes mors fødeby), hvor Goss blev opfostret det meste af hendes barndom.